# Rheinaue Bingen-Ingelheim
Rheinaue Bingen-Ingelheim este o arie protejată (arie de protecție specială avifaunistică — SPA) din Germania întinsă pe o suprafață de 1.774 ha, integral pe uscat.

## Localizare
Centrul sitului Rheinaue Bingen-Ingelheim este situat la coordonatele 49°59′45″N 8°02′14″E / 49.9958°N 8.0372°E.

## Înființare
Situl Rheinaue Bingen-Ingelheim a fost declarat arie de protecție specială avifaunistică în ianuarie 2004 pentru a proteja 50 de specii de animale.

## Biodiversitate
Situată în ecoregiunea continentală, aria protejată nu include niciun habitat protejat.
La baza desemnării sitului se află mai multe specii protejate de  păsări (50): pescăruș albastru (Alcedo atthis), rață mică (Anas crecca crecca), rață fluierătoare (Anas penelope), rață cârâitoare (Anas querquedula), Anas strepera strepera, Anser albifrons albifrons, gâscă cenușie (Anser anser), rață-cu-cap-castaniu (Aythya ferina), rața moțată (Aythya fuligula), Aythya marila, Bucephala clangula, fugaci de țărm (Calidris alpina), fugaci mic (Calidris minuta), chirighiță neagră (Chlidonias niger), barză albă (Ciconia ciconia ciconia), barză neagră (Ciconia nigra), erete de stuf (Circus aeruginosus), lebădă de iarnă (Cygnus cygnus), ciocănitoarea de stejar (Dendrocopos medius), ciocănitoare neagră (Dryocopus martius), becațină comună (Gallinago gallinago), scoicar (Haematopus ostralegus), frunzăriță galbenă (Hippolais icterina), Hippolais polyglotta, capîntortură (Jynx torquilla), sfrâncioc roșiatic (Lanius collurio), Larus argentatus, pescăruș argintiu (Larus cachinnans), pescăruș sur (Larus canus), Larus michahellis, pescăruș mic (Larus minutus), pescăruș râzător (Larus ridibundus), Luscinia svecica cyanecula, ferestraș mic (Mergus albellus), Mergus merganser merganser, gaia neagră (Milvus migrans), gaia roșie (Milvus milvus), cormoran mare (Phalacrocorax carbo carbo), bătăuș (Philomachus pugnax), ciocănitoare verzuie (Picus canus), Rallus aquaticus aquaticus, pițigoi-pungar (Remiz pendulinus), mărăcinar negru (Saxicola torquatus), eider (Somateria mollissima), chiră de baltă (Sterna hirundo), fluierar negru (Tringa erythropus), fluierar de mlaștină (Tringa glareola), fluierar cu picioare verzi (Tringa nebularia), pupăză (Upupa epops), nagâț (Vanellus vanellus).
Pe lângă speciile protejate, pe teritoriul sitului au mai fost identificate 1 specie de păsări.